# П'єр-Жан Ремі
П'єр-Жан Ремі (ім'я при народженні: Жан-П'єр Ангремі) (нар. 21 березня 1937 року в Ангулемі — пом. 28 квітня 2010 року в Парижі) — французький дипломат і письменник.

## Біографія

### Навчання та шлях до дипломатичної служби
Після завершення навчання в Ліцеї Кондорсе Ремі вивчав право в Паризькому інституті політичних досліджень з 1955 по 1958 рік, який закінчив зі ступенем ліценціата, а також обрав як додаткову спеціалізацію економіку. Вивчав соціологію в Сорбонні, а потім став асистентом Герберта Маркузе на кафедрі філософії та політології в Університеті Брандейса в Волтгемі (штат Массачусетс), де також потоваришував з французьким поетом Клодом Віже. Після повернення до Франції в 1961 році почав навчання в Національній школі управління (ENA), яку закінчив у 1963 році, захистивши дисертацію про революцію Антуана де Сен-Жуста.
По закінченні навчання Ремі вступив на дипломатичну службу і спочатку став віцеконсулом у Гонконзі, а згодом, у 1964 році, другим секретарем посольства в Китайській Народній Республіці. Після повернення до Європи він став другим секретарем посольства у Великій Британії у 1966 році, а потім першим секретарем до 1971 року. Пізніше він недовго працював у Генеральному директораті з питань культурних зв'язків Міністерства закордонних справ на набережній Ке-д'Орсе, перш ніж у 1972 році був відряджений до громадської телерадіомовної компанії Office de Radiodiffusion Télévision Française (ORTF), де спочатку став директором, а потім, як заступник генерального директора, відповідав за гармонізацію програм мовлення. На цій посаді він також був президентом Комісії з питань спільного виробництва у кіно та телебаченні та членом Комісії з питань Національного фонду кіно (Національний центр анімаційного кіно та кіно, CNC).
У 1975 році він повернувся на дипломатичну службу та став радником з питань культури в посольстві у Великій Британії. У 1979 році його було призначено директором з питань театру та заходів у Міністерстві культури, а в 1981 році — керівником проєкту Опери Бастилії. У 1985 році він став Генеральним консулом у Флоренції, а після повернення у квітні 1987 року — Генеральним директором з питань культурних, наукових та технічних зв'язків у Міністерстві закордонних справ. З 1990 по 1994 рік він обіймав посаду посла та постійного представника Франції при ЮНЕСКО, а з жовтня 1992 року — члена Виконавчої ради ЮНЕСКО.
У березні 1994 року він став директором Французької академії мистецтв у Римі (Вілла Медічі). З січня 1997 по 2002 рік він був президентом Національної бібліотеки (Bibliothèque nationale de France).

### Письменство та почесті
Окрім дипломатичної кар'єри, Ангремі працював письменником під своїм справжнім прізвищем, а з 1963 року — під псевдонімом «П'єр-Жан Ремі», за своє життя написав 67 романів і безліч есеїв. Серед інших його псевдонімів були Нікола Мейкур, Ремон Марло, Жан-Рене Паллас та П'єр Лемпеті. Він також багато років працював театральним критиком у щотижневому журналі «Le Point» та музичним критиком у журналах «Harmonie», «Diapason» та « Revue des Deux Mondes».
1971 року отримав премію Ренодо за роман «Мішок з Літнього палацу» / «Le Sac du Palais d'été» (Gallimard). У 1984 році він отримав премію Французької академії за оповідання за свою повість «L'Orient-Express II», а в 1986 році — Велику премію Французької академії за роман «Невмируще місто» / «Une ville immortelle».
За свої заслуги 16 червня 1988 року він був обраний членом Французької академії, змінивши на цій посаді релігієзнавця і соціолога Жоржа Дюмезіля, і обіймав там 40-те місце (Fauteuil 40) до своєї смерті.
Він також став командором Ордена Почесного легіону (C. LH), офіцером ордена «За заслуги» і командором Ордена мистецтв і літератури.

## Вибрані твори
Серед його найважливіших творів такі:
- «Et Gulliver mourut de sommeil», Julliard, 1962.
- «Midi ou l'Attentat», Julliard, 1963.
- «Mémoires secrets pour servir à l'histoire de ce siècle», Gallimard, 1974.
- «Callas, une vie», Éditions Ramsay 1978, Albin Michel 1997 (Біографія)
- «Don Juan», Albin Michel, 1982.
- «Comédies italiennes», Flammarion, 1984.
- «Berlioz», Albin Michel, 2002.
- «Villa Médicis: Journal de Rome», Odile Jacob, 2008.
- «Voyage présidentiel», Éditions du Seuil, 2010 (посмертно).